# 80-й Венецианский кинофестиваль
80-й Венецианский международный кинофестиваль проходил с 30 августа до 9 сентября 2023 года. «Золотого льва» за вклад в кинематограф на нём получили режиссёр Лилиана Кавани и актёр Тони Люн Чиу Вай, звезда фильмов Вонга Карвая. Фильмом открытия стал «Команданте» Эдоардо Де Анджелиса. «Золотого льва» был удостоен фильм Йоргоса Лантимоса «Бедные-несчастные», Гран-при жюри — картина Рюсукэ Хамагути «Зло не существует».

## Жюри
Основной конкурс
- Дэмьен Шазелл, режиссёр, сценарист и продюсер ( США,  Франция) — председатель
- Джейн Кэмпион, режиссёр, сценарист и писательница ( Новая Зеландия)
- Миа Хансен-Лёве, режиссёр, сценарист и актриса ( Франция)
- Лора Пойтрас, режиссёр, оператор, продюсер и журналистка ( США)
- Мартин Макдонах, режиссёр, сценарист, продюсер и драматург ( Великобритания,  Ирландия)
- Салех Бакри, актёр ( Государство Палестина)
- Габриэле Майнетти, режиссёр, сценарист, композитор, актёр и продюсер ( Италия)
- Сантьяго Митре, режиссёр и сценарист ( Аргентина)
- Шу Ци, актриса ( Китайская Республика)[1]

Программа «Горизонты»
- Йонас Карпиньяно, режиссёр и сценарист ( США,  Италия) — председатель
- Жан-Поль Саломе, режиссёр и сценарист ( Франция)
- Каутер Бен Ханья, режиссёр и сценарист ( Тунис)
- Халил Джозеф, режиссёр ( США)
- Триша Таттл, продюсер ( Великобритания)[1]

## Конкурсная программа

### Основной конкурс
Следующие фильмы участвуют в основном конкурсе:
| Лауреат «Золотого льва» выделен отдельным цветом. |

| Лауреат Гран-при жюри выделен отдельным цветом. |

| Название             | Оригинальное название | Режиссёр                          | Страна                                      |
| -------------------- | --------------------- | --------------------------------- | ------------------------------------------- |
| Команданте           | Comandante            | Эдоардо Де Анджелис               | Италия · Бельгия                            |
| Предчувствие         | La Bête               | Бертран Бонелло                   | Франция · Канада                            |
| Бедные-несчастные    | Poor Things           | Йоргос Лантимос                   | США · Ирландия · Великобритания             |
| Граф                 | El Conde              | Пабло Ларраин                     | Чили                                        |
| (Не)бывшие           | Hors saison           | Стефан Бризе                      | Франция                                     |
| Присцилла: Элвис и я | Priscilla             | София Коппола                     | США · Великобритания · Италия               |
| Меч короля           | Bastarden             | Николай Арсель                    | Дания · Германия · Швеция                   |
| Маэстро              | Maestro               | Брэдли Купер                      | США                                         |
| Происхождение        | Origin                | Ава Дюверней                      | США                                         |
| Зелёная граница      | Zielona Granica       | Агнешка Холланд                   | Чехия · Польша · Бельгия                    |
| Адажио               | Adagio                | Стефано Соллима                   | Италия                                      |
| Догмен               | DogMan                | Люк Бессон                        | Франция · США                               |
| Я — капитан          | Io Capitano           | Маттео Гарроне                    | Италия · Бельгия                            |
| Зло не существует    | 悪は存在しない        | Рюсукэ Хамагути                   | Япония                                      |
| Долгожданный рассвет | Finalmente l’alba     | Саверио Костанцо                  | Италия                                      |
| Убийца               | The Killer            | Дэвид Финчер                      | США                                         |
| Память               | Memory                | Мишель Франко                     | США · Мексика                               |
| Холли                | Holly                 | Фин Трох                          | Бельгия · Нидерланды · Люксембург · Франция |
| Женщина с…           | Kobieta z…            | Малгожата Шумовская Михал Энглерт | Польша · Швеция                             |
| Теория всего         | Die Theorie von Allem | Тимм Крёгер                       | Германия · Австрия · Швейцария              |
| Феррари              | Ferrari               | Майкл Манн                        | США · Великобритания · Италия · Китай       |
| Любо                 | Lubo                  | Джорджо Диритти                   | Италия · Швейцария                          |
| Энеа                 | Enea                  | Пьетро Кастеллито                 | Италия                                      |

### Программа «Горизонты»

#### Основной конкурс
Следующие фильмы участвуют в основном конкурсе:
| Победитель выделен отдельным цветом. |

| Название                   | Оригинальное название    | Режиссёр                     | Страна                                                         |
| -------------------------- | ------------------------ | ---------------------------- | -------------------------------------------------------------- |
| Под открытым небом         | A Cielo Abierto          | Мариана Арриага              | Мексика · Испания                                              |
| Красный чемодан            | The Red Suitcase         | Фидель Девкота               | Непал · Шри-Ланка                                              |
| Полулёгкий вес             | The Featherweight        | Роберт Колодный              | США                                                            |
| Домоводство для начинающих | Домаќинство за почетници | Горан Столевски              | Северная Македония · Польша · Хорватия · Сербия · Косово       |
| Бензиновая радуга          | Gasoline Rainbow         | Билл Росс Тёрнер Росс        | США                                                            |
| Бессердечный               | Sem Coração              | Нара Норманд Тияо            | Бразилия · Франция · Италия                                    |
| Объяснение всему           | Magyarázat mindenre      | Габор Рейш                   | Венгрия · Словакия                                             |
| В ожидании ночи            | En attendant la nuit     | Селина Рузе                  | Франция · Бельгия                                              |
| Юрта                       | Yurt                     | Нехир Туна                   | Турция · Германия · Франция                                    |
| Татами                     | Tatami                   | Гай Натив Зара Амир Эбрахими | Израиль · США                                                  |
| Город ветра                | Сэр сэр салхи            | Пурэв-Очир Лхагвадулам       | Монголия · Франция · Португалия · Нидерланды                   |
|                            | El Paraíso               | Энрико Мария Артале          | Италия                                                         |
|                            | Una Sterminata Domenica  | Ален Паррони                 | Ирландия · Италия · Германия                                   |
| Тень огня                  | ほかげ                   | Синъя Цукамото               | Япония                                                         |
|                            | Oura el jbel             | Мохамед Бен Аттиа            | Тунис · Бельгия · Франция · Италия · Саудовская Аравия · Катар |
| Рай в огне                 | Paradiset brinner        | Мика Густавсон               | Италия · Финляндия · Швеция · Дания                            |
| Нигде                      | Invelle                  | Симона Масси                 | Италия · Швейцария                                             |
| Неумелая рана              | Tereddüt Çizgisi         | Селман Наджар                | Турция · Франция · Румыния · Испания                           |

#### Горизонты Extra
Следующие фильмы участвуют в программе:
| Победитель выделен отдельным цветом. |

| Название          | Оригинальное название             | Режиссёр           | Страна                 |
| ----------------- | --------------------------------- | ------------------ | ---------------------- |
| Навсегда-навсегда | Назавжди-Назавжди                 | Анна Бурячкова     | Украина · Нидерланды   |
| Последний наёмник | In the Land of Saints and Sinners | Роберт Лоренц      | Ирландия               |
|                   | Stolen                            | Каран Тейпал       | Индия                  |
| День схватки      | Day of the Fight                  | Джек Хьюстон       | США                    |
| Счастье           | Felicità                          | Микаэла Рамаццотти | Италия                 |
|                   | El rapto                          | Даньела Гогхи      | Аргентина · США        |
|                   | Bota Jonë                         | Луана Байрами      | Франция · Косово       |
|                   | Pet Shop Boys                     | Олмо Шнабель       | Италия · США · Мексика |
|                   | L’homme d’argile                  | Анаис Теллен       | Франция                |

## Внеконкурсные показы
Следующие фильмы отобраны для показа вне конкурса:
| Название                                     | Оригинальное название              | Режиссёр             | Страна                                |
| -------------------------------------------- | ---------------------------------- | -------------------- | ------------------------------------- |
| Общество снега                               | La sociedad de la nieve            | Хуан Антонио Байона  | Уругвай · Испания                     |
| Великая ирония                               | Coup de Chance                     | Вуди Аллен           | Франция · США                         |
| Чудесная история Генри Шугара                | The Wonderful Story of Henry Sugar | Уэс Андерсон         | Великобритания · США                  |
| Исповедник                                   | The Penitent — A Rational Man      | Лука Барбарески      | Италия                                |
| Срок времени                                 | L’ordine del tempo                 | Лилиана Кавани       | Италия                                |
|                                              | Vivants                            | Аликс Делапорт       | Бельгия · Франция                     |
| Добро пожаловать в рай                       | Welcome to Paradise                | Леонардо Ди Костанцо | Италия                                |
|                                              | Daaaaaali!                         | Кантен Дюпьё         | Франция                               |
| Военный трибунал по делу о мятеже на «Кейне» | The Caine Mutiny Court-Martial     | Уильям Фридкин       | США                                   |
| За кадром                                    | Making Of                          | Седрик Кан           | Франция                               |
| Агро Дрифт                                   | Aggro Dr1ft                        | Хармони Корин        | США                                   |
| Я не киллер                                  | Hit Man                            | Ричард Линклейтер    | США                                   |
| Дворец                                       | The Palace                         | Роман Полански       | Италия · Швейцария · Польша · Франция |
| Снежный барс                                 | གསའ།                               | Пема Цеден           | Китай                                 |

## Награды
Основные награды
- Золотой лев — «Бедные-несчастные», режиссёр Йоргос Лантимос
- Приз Большого жюри — «Зло не существует», режиссёр Рюсукэ Хамагути
- Серебряный лев за режиссуру — Маттео Гарроне за фильм «Я — капитан»
- Кубок Вольпи за лучшую мужскую роль — Питер Сарсгаард за фильм «Память»
- Кубок Вольпи за лучшую женскую роль — Кэйли Спэни за фильм «Присцилла: Элвис и я»
- Приз за лучший сценарий — Лев — Гильермо Кальдерон за фильм «Граф»
- Специальный приз жюри — «Зелёная граница», режиссёр Агнешка Холланд

Награды за вклад в кинематограф
- Лилиана Кавани. Программный директор фестиваля Альберто Барбера в связи с этим награждением назвал Кавани «одной из самых ярких представительниц нового итальянского кино 1960-х годов, его символом»[3].
- Тони Люн Чиу Вай[4].

Независимые награды
- Приз ФИПРЕССИ — «Зло не существует», режиссёр Рюсукэ Хамагути (Япония)
- Приз ФИПРЕССИ — «Бесконечное воскресенье», режиссёр Ален Паррони (Италия, Германия, Ирландия)